# 馬科庫
馬科庫是非洲國家加蓬東北部的城鎮，也是奧果韋-伊溫多省的首府，位於伊溫多河畔，毗鄰伊溫多國家公園，海拔高度308米，2004年人口約16,600。

## 外部連結
00°34′00″N 12°52′00″E / 0.56667°N 12.86667°E
- MSN Map[永久]